# Sveriges fotbollslandslag i VM 1974
Sveriges fotbollslandslag i VM 1974
Här följer Sveriges fotbollslandslags VM-trupp till Västtyskland 1974.

## Förbundskapten
- Georg "Åby" Ericson

## Spelare
| 1. Ronnie Hellström     | Hammarby IF         |
| 2. Jan Olsson           | Åtvidabergs FF      |
| 3. Kent Karlsson        | Åtvidabergs FF      |
| 4. Björn Nordqvist      | PSV Eindhoven       |
| 5. Björn Andersson      | Östers IF           |
| 6. Ove Grahn            | Grasshoppers Zürich |
| 7. Bo Larsson           | Malmö FF            |
| 8. Conny Torstensson    | FC Bayern München   |
| 9. Ove Kindvall         | IFK Norrköping      |
| 10. Ralf Edström        | PSV Eindhoven       |
| 11. Roland Sandberg     | FC Kaiserslautern   |
| 12. Sven-Gunnar Larsson | Örebro SK           |
| 13. Roland Grip         | IK Sirius           |
| 14. Staffan Tapper      | Malmö FF            |
| 15. Benno Magnusson     | FC Kaiserslautern   |
| 16. Inge Ejderstedt     | Östers IF           |
| 17. Göran Hagberg       | Östers IF           |
| 18. Jörgen Augustsson   | Åtvidabergs FF      |
| 19. Claes Cronqvist     | Landskrona BoIS     |
| 20. Sven Lindman        | Djurgårdens IF      |
| 21. Örjan Persson       | Örgryte IS          |
| 22. Thomas Ahlström     | IF Elfsborg         |